# 電眼少女隊
電眼少女隊（Electroeyes Girls）は2016年6月11日にSNH48から派生して結成された莫寒、王曉佳、孫芮、陳觀慧、錢蓓婷、汪束、陳音、張嘉予の8人で構成される中国の女性アイドルグループ。

## メンバー
| 名前   | 所属チーム       | 誕生日                | 血液型 | 出身地                 |
| ------ | ---------------- | --------------------- | ------ | ---------------------- |
| 莫寒   | SNH48 チーム SII | 1992年1月7日（33歳）  | O型    | 中国貴州省遵義市       |
| 王曉佳 | SNH48 チーム X   | 1993年5月31日（31歳） | B型    | 中国湖南省長沙市       |
| 孫芮   | SNH48 チーム SII | 1995年7月29日（29歳） | A型    | 中国黒竜江省ハルビン市 |
| 陳觀慧 | SNH48 チーム SII | 1993年8月28日（31歳） | A型    | 中国広東省湛江市       |
| 錢蓓婷 | SNH48 チーム SII | 1995年5月7日（29歳）  | O型    | 中国上海               |
| 汪束   | SNH48 チーム X   | 1997年5月8日（27歳）  | O型    | 中国江蘇省             |
| 陳音   | SNH48 チーム XII | 1999年12月5日（25歳） | A型    | 中国上海               |
| 張嘉予 | SNH48 チーム X   | 2001年6月15日（23歳） | B型    | 中国浙江杭州           |

## 概要
SNH48のメンバーの中から選抜で結成された。

## 沿革
2016年
- 4月20日，絲芭傳媒戰略發布會からグループの結成が発表された[1]。
- 6月6日，グループにとって最初の番組である「超神偶像」が発表された[2]。
- 6月11日，グループ単独での最初の番組が放送開始[3]。

## 出演番組
| 番組名                     | 放送期間                     | 放送局 | 備考                |
| -------------------------- | ---------------------------- | ------ | ------------------- |
| 超神偶像（Legendary Idol） | 2016年6月11日－2016年9月10日 | 鬥魚TV | 毎週土曜日21:00放送 |

## 參考資料
1. ↑  SNH48公布北京、广州姐妹团，开启偶像生态产业新纪元
2. ↑  SNH48电眼少女组正式出道 直播综艺《超神偶像》上线
3. ↑  SNH48专属综艺《超神偶像》专题上线 电眼少女直播竞技互动